# Коктебель (завод)
Заво́д ма́рочных ви́н «Коктебе́ль» — предприятие первичного и вторичного виноделия в Коктебеле в Крыму.

## История

Э. А. Юнге — основатель хозяйства

История промышленного виноделия в Коктебеле, расположенном у подножия потухшего вулкана Кара-Даг, началась в 1879 году. Вышедший в отставку ученый-офтальмолог, академик Петербургской академии наук Эдуард Андреевич Юнге купил в окрестностях Коктебеля 973 десятин земли и переехал сюда вместе с семьей. Он продолжал приобретать землю, и скоро Юнге стала принадлежать практически вся прибрежная полоса. В 1883 году на склонах коктебельских холмов Эдуард Андреевич заложил виноградные плантации, началось строительство ирригационных сооружений и винодельни. Но винодельческий бизнес шел не очень успешно, и, чтобы не разориться, Юнге был вынужден продать часть прибрежных земель под дачи. Одной из первых участок купила мать всемирно известного в будущем поэта Серебряного века Максимилиана Волошина Елена Оттобальдовна Кириенко-Волошина.
Оставшиеся в собственности Юнге земли засаживались специально купленными саженцами винограда. В 1898 году, после смерти отца, виноделие продолжил Александр Эдуардович Юнге, изучавший его в Европе. В 1906 году он завершил строительство винодельни с большими погребами, заложив основы системного подхода к изготовлению вина. Но продолжить бизнес помешали революция и гражданская война.
Винодельня была разрушена, а виноградники сохранились. Их обработкой занялись сельскохозяйственные коммуны. В 1923—1924 годах были организованы два колхоза: колхоз им. К. Е. Ворошилова и колхоз им. С. М. Кирова. В их состав и вошли коктебельские виноградники. Затем они перешли в ведение винкомбината «Массандра», отделение «Судак».
В годы Великой Отечественной войны в Отузской долине уцелело не более 200 гектаров виноградников. К восстановлению хозяйства приступили сразу после освобождения от немцев. С 1 августа 1944 года начинается новая история завода. Именно в этот день был создан виноградно-винодельческий совхоз «Коктебель», который объединил два колхоза и отделение «Судак». Он вошел в состав ялтинского комбината «Массандра».
В 1945 году директором винсовхоза был назначен крымский партизан, бывший командир Южного соединения партизан Крыма, Михаил Андреевич Македонский. По его инициативе в 1958 году на склонах горы Кучук-Янышар началось строительство завода «Коктебель». В первые послевоенные годы были заложены сотни гектаров виноградников. Уже в 1948 году они дали урожай по 80 — 100 центнеров с гектара. 17 апреля 1957 года в винсовхоз «Коктебель» влился колхоз имени Сталина Старо-Крымского района. К 1958 году площадь плантаций выросла до 1176 гектаров, а урожайность составила 94 центнера с гектара.
В 1959 году началось строительство уникальных для Крыма подвалов винзавода. Их проектировали специалисты московского Метростроя. Нижнее винохранилище, предназначенное для выдержки марочных десертных вин состоит из восьми врезающихся в гору тоннелей, которые соединяет 90-метровая галерея. Длина каждого тоннеля — 60 метров, ширина — 8,4 метра, высота — 7,6 метра. Верхнее винохранилище, в котором выдерживаются сухие марочные вина, — это пять тоннелей длиной от 120 до 360 метров. Общая протяженность тоннелей достигает почти 1,5 километра. Специальная система вентиляции и тяжелая скальная порода круглый год сохраняют температуру воздуха около 14-16 °C, перепад составляет не более 5°С.
29 июня 1963 года винсовхоз «Коктебель» переходит в ведение Крымсовхозвинтреста (Приказ № 193 от 8 июня 1963 года).
В 1965 году в винсовхоз на должность начальника цеха первичного виноделия пришёл Феликс Периклович Феодосиди. С апреля 1969 года он работает на заводе главным инженером-виноделом. Под его руководством созданы и освоены новые мощности по выдержке марочных виноматериалов — 1500 тысяч дал. Реконструировано дробильно-прессовое отделение, построено компрессорное отделение с технологическим цехом по обработке теплом и холодом на 450 тысяч дал в год, цех модернизации на 200 тысяч дал с солярием на 15 тысяч дал, цех розлива с производительностью линии 6 тысяч бутылок в час.
2 ноября 1973 года Винсовхоз был преобразован в совхоз-завод «Коктебель» ордена трудового Красного Знамени.
1 августа 2001 совхоз-завод «Коктебель» реорганизован в ЗАО ЗМВК «Коктебель».

## Новейшая история
5 августа 2015 года в единый государственный реестр юридических лиц РФ были внесены сведения об АО «ЗМВ Коктебель».
С 2015 года в закупку техники и модернизацию производства российские инвесторы вложили более 1,6 миллиардов рублей. Построен цех розлива, устанавливаются новые емкости из нержавеющей стали для белых вин, обновляется парк дубовых бутов, производится закладка новых виноградников. Впервые после 13-летнего перерыва заложено более миллиона литров мадеры.
С 2016 года начался выпуск продукции. Первая серия получила историческое название «Планерское» по названию Коктебеля с 1945 по 1993 годы.
С апреля 2018 года началась активная реконструкция виноградников: раскорчевка старых и посадка новых. В окрестностях Баракольской долины на пощади около 30 га было посажено 69 995 кустов сорта пино-фран.
По состоянию на 2019 год общая площадь виноградников составляет 1100 га, основные посадки расположены в Баракольской и Армутлукских долинах. Сырьевая и техническая база позволяют заводу производить широкий ассортимент современных вин из собственного винограда.

## Продукция завода

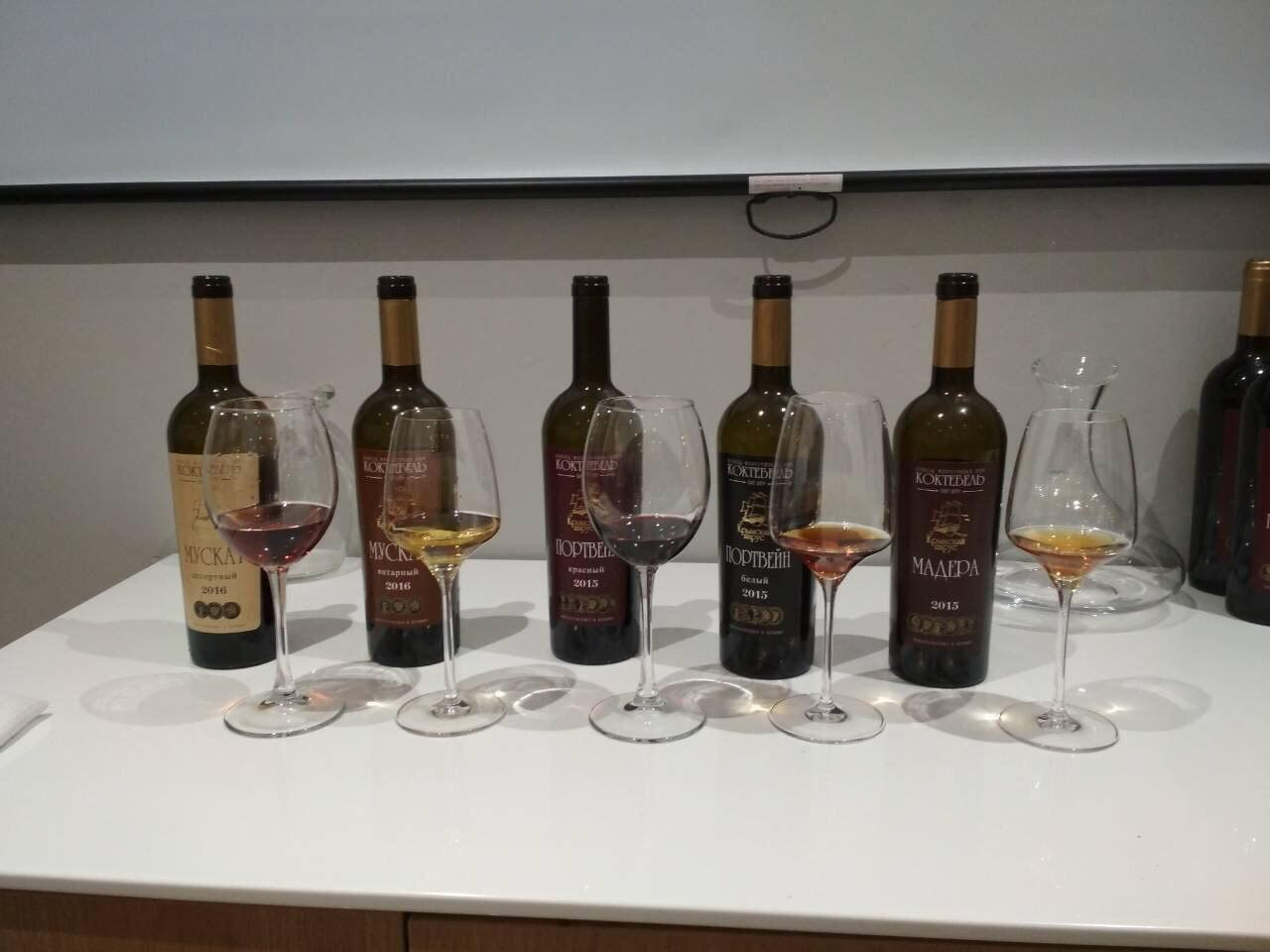
Вина предприятия Коктебель урожаев 2015 и 2016 годов на дегустации. Справа налево: Мадера, Портвейн белый, Портвейн красный, Мускат янтарный, Мускат десертный

Завод марочных вин «Коктебель» — предприятие с полным циклом производства от выращивания винограда и его переработки до выдержки вин в дубовой таре и их розлива. Собственные виноградники завода расположены на различной высоте над уровнем моря. Климатические условия и почва позволяют выращивать более 25 сортов винограда: «бастардо магарачский», «мерло», «каберне совиньон», «пино чёрный» (пино-фран), «алиготе», «ркацители», «мускат белый», «мускат янтарный», «мускат розовый», «мускат гамбургский», «мускат Италия», «кокур белый», «траминер розовый», «пино серый» (пино-гри), «шабаш», «альбильо», «вердельо», «серсиаль», «шардоне», «молдова». Расположение виноградников дает возможность производить терруарные вина.
Производственная мощность предприятия — 1,5 миллиона декалитров единовременного хранения вин. На заводе выпускаются не только традиционные для него вина, но и создаются новые[какие?]. С начала инвестиционного проекта качество продукции завода получило самые высокие оценки на различных конкурсах и фестивалях: кубок Гран-при, 21 золотая и 7 серебряных наград.
В феврале 2017 года продукция завода марочных вин «Коктебель» получила статус защищенного географического указания Крым.
В 2019 году завод марочных вин «Коктебель» представил несколько новинок: терруарную серию из четырёх позиций, серию вин с защищенным географическим указанием Крым «Золотые ворота», серию «Гастрономическая».
Продукция реализуется через фирменные магазины завода «Коктебель», которые расположены в поселках Коктебель, Щебетовка (Крым).
Также вина завода «Коктебель» представлены в крупнейших федеральных сетях: «Пятерочка», «Карусель», «Дикси», «Магнит», «Перекресток» и др.

## Мадера
Более 75 лет мадера является символом завода «Коктебель». Мадерная площадка завода «Коктебель» — самая мощная в Европе. Она рассчитана на 200 000 декалитров мадеры. Завод марочных вин «Коктебель» — одно из немногих предприятий в России, имеющее свой мадерный paradise.

## Энотека
В 1972 году завод получил разрешение на создание собственной энотеки. До этого самые ценные коктебельские вина хранились в энотеке Массандры. Для создания энотеки один из тоннелей нижнего винохранилища был реконструирован в коллекционную галерею на 500 тысяч бутылок. Гордость коллекции — 18 бутылок мадеры из первого послевоенного урожая, собранного в 1944 году. В 2006 году приказ "Об утверждении Положения об энотеке в ЗАО "Завод марочных вин и коньяков «Коктебель» подписал министр агрополитики Украины Юрий Мельник с целью сберечь эталоны вин отечественного производства, использование или списание вин коллекционного фонда по нему было возможно только по решению дегустационной комиссии «Коктебеля» и при согласии Министерства агрополитики Украины.
В этнотеке хранится около 250 тысяч бутылок вина, созданных виноделами завода в разные годы. Это вина-раритеты: «Мадера Коктебель» урожая 1964 г., «Мускат Коктебель» урожая 1972 и 1975 гг., «Портвейн белый Крымский» урожая 1962 г., «Старый нектар» урожая 1989 г., «Талисман» урожая 1979 г., «Алиготе Коктебель» урожая 1981 г. Коллекция постоянно пополняется винами самых удачных лет.